# Migracija (zoologija)
Pojam migracija u zoologiji obuhvaća aspekte ponašanja životinja povezane s promjenama područja koje nastanjuju:
- migracija kao vremenski koordinirano, usmjereno, uglavnom periodično masovno kretanje svih ili velikog broja jedinki jedne vrste ili jedne populacije (migratorne vrste)
- selidba pojedinih jedinki jedne vrste ili populacije, često nazvano i lutanje ili skitanje

Ova dva fenomena ne mogu se sasvim točno razdvojiti jedan od drugog, jer se i masovna selidba sastoji od nejasno povezanih seljenja jedinki iste vrste.
Putovi životinjskih selidbi (migracija) mogu biti jednaki tijekom dužeg razdoblja, dakle zadržati se unutar uvijek istih regija, ali mogu se i relativno brzo premjestiti u druga područja, i tada ih se može razumjeti kao poseban oblik njihova širenja. Životinjske selidbe postoje kod vrsta različitih životinjskih koljena, i odvijaju se u različitim vremenskim razmacima (od dnevnih migracija do samo jednom u životu, ili postepenog osvajanja novih životnih prostora koje se može protezati i kroz više generacija). Većina selidbi su aktivan, voljni proces, no moguće su i nevoljne, sasvim pasivne selidbe uzrokovane strujanjem zraka ili vode ili prijenosom od strane drugih životinja ili ljudi.
Najmanje su poznate migracije maritimnih organizama. Najmanje poznati su razlozi selidbenih kretanja koja su regionalnog karaktera.

## Općenito
Selidbom se bavi zoogeografija odnosno geozoologija kao dio biologije ponašanja,  arealima kroz koja se selidba odvija bavi se korologija, dok se vremenskom koordinacijom selidbi bavi kronobiologija.
Do sad je u skupinu pravih selica, koje prelaze put dvosmjerno, uvršteno oko 4.000 vrsta, od toga oko 1.000 vrsta riba. Smatra se da bi, prema grubim procjenama, moglo biti između 5.000 i 10.000 vrsta koje su prave selice.
Seobe ptica su relativno dobro istražene, seobe sisavaca samo za velike sisavce, a seobe riba samo za ribolovno zanimljive vrste. Vrlo malo se zna o seobama šišmiša, azijskih antilopa, nekim vrstama kitova, vrstama riba koje žive u tropskim rijekama kao i kukaca.

## Razlozi
Iako je spremnost za selidbu vjerojatno često genetički uvjetovana i kao takva dio nagonskog ponašanja, utvrđeno je da se kao dva glavna konkretna poticaja periodičnih migracija mogu smatrati:
- Nedovoljna količina raspoložive hrane, najčešće usko povezana s promjenom vremenskih uvjeta (trofična migracija). Primjer za ovaj poticaj je seoba ptica.
- Nagon za razmnožavanjem (genetička migracija). Životinje koje inače žive široko raspršene, u vrijeme parenja se okupljaju na određenim mjestima. Na taj način povećava se mogućnost pronalaženja partnera.

Kada se dogodi da se neka vrsta previše namnoži, mora krenuti u potragu za hranom. To je izvanredna migracija.
Seobe životinja su često i vrlo detaljno opisane, i općepoznata su pojava. Ali još uvijek nije dovoljno istraženo da li su i u kojoj mjeri uzroci nagon ili konkretni vremenski uvjeti, kao i mehanizmi koji im omogućuju orijentaciju (na primjer, magnetizam kod ptica selica). Sigurnim se smatra, da u pokretanju seobe u pravilu ulogu ima više različitih čimbenika: dužina dnevne svjetlosti, temperatura, kod ptica mitarenje, količina masnih zaliha i drugo.
Pored toga, aktualna istraživanja bave se sveprisutnim djelovanjem promjene klime i na životinjske migracije.

## Vrste migriraja

#### Selice
Selicama se smatraju vrste koje različita godišnja doba ili određena klimatska razdoblja (kišno razdoblje/sušno razdoblje i slično) provode u različitim područjima i pri tome prelaze ponekad i ogromne udaljenosti.
- Ptice selice, kao polarne čigre (Sterna paradisaea) čija su gnjezdišta najčešće sjeverno od 45°N, a prezimljuju na krajnjem jugu Južne Amerike i južnije, sve do područja ledenih santi Antarktike.
- Leptiri, kao admiral unutar Europe, monarh unutar Sjeverne Amerike, ili Hyles livornica, koji seli od tropske Afrike preko Sahare do Srednje Europe.
- Biljojedi u potrazi za ispašom, kao američki bizoni (Bison bison), desetine tisuća jedinki različitih vrsta u Serengetiju i drugi.
- Ribe, legendarne genetičke migracije lososa i jegulja.
- Većina kitova i dupina.

#### Unutrašnje migracije
Ove migracije zadržavaju se unutar određenih regija. Njihove seobe su bliže i obilježene hranjenjem ili razmnožavanjem i često su tipične samo za određene populacije.
- Antilope afričkih stepa odlaze daleko u potrazi za životno važnim solima. Slična je pojava i kod afričkih slonova, nekih južnoameričkih papiga i niza drugih vrsta.
- Vrsta leptira Panaxia quadripunictaria na Rodu se ljeti okuplja na malom području koje napušta nakon parenja.
- Planktonski račići se noću uzdižu okomito bliže površini gdje je voda bogatija hranom, dok se tijekom dana spuštaju u veće dubine radi izbjegavanja grabežljivaca.

#### Djelomični migratori
Poznate su i vrste, gdje samo dio populacije seli, naročito neke vrste ptica.

#### Neprekidni migratori
Ovo su vrste koje neprekidno lutaju i nikada se, ili vrlo rijetko duže borave u istom području. 
- Bubnjavke koje gotovo cijeli život provode lutajući otvorenim morima. Samo u razdoblju gniježđenja provode na kopnu i jednom području.
- Nekoliko porodica grabežljivih riba.
- Velike mačke imaju obično svoje područje, no unutar njega su neprekidno u pokretu, a i česta pojava je, da pomiču njegove granice ili ga sasvim napuštaju u potrazi za plijenom.

## Vanjske poveznice
- Weltregister wandernder Tierarten, www.groms.de – obuhvaća više od 4.300 vrsta kralježnjaka koje se sele na udaljenost od najmanje 100 km
- The Western Hemisphere Migratory Species Initiative (WHM)  Arhivirana inačica izvorne stranice od 30. studenoga 2007. (Wayback Machine), www.fws.gov (engleski)

## Pojedinačni dokazi
1. 1 2  Klaus Riede (Universitet Bonn): Iscrpan njemački sažetak za BMU (Bundesministerium für Umwelt, Naturschutz und Reaktorsicherheit) uz završni izvještaj "Svjetski registar migrirajućih životinjskih vrsta" – (GROMS: Global Register of Migratory Species) PDF-Dokument[neaktivna poveznica]